# حرف طري
الحُرْف الطري نوع نباتي يتبع جنس الحُرْف من الفصيلة الصليبية.